# Niels Peter Juel Larsen
Niels Peter Juel Larsen (født 18. maj 1942 i Frederikshavn) er en dansk forfatter og journalist samt tidligere radioproducer. Han var i en årrække ansat på DR, hvor han producerede en række prisvindende programmer.

## Karriere
Niels Peter Juel Larsen er uddannet mag.art. i litteraturvidenskab fra 1968, og i perioden 1968-1985 arbejdede han som radioproducer hos Danmarks Radio med montager og dokumentarprogrammer. Flere af hans montager modtog priser: Døden i bjergene om Nicaragua under revolutionen modtog Prix Italia i 1978, Fremmed i Danmark om tyrkiske fremmedarbejdere modtog Prix Futura (Fusioneret med Prix Europa i 1997) i 1983, og samme pris fik i 1985 Rejsen til iskanten om en slæderejse til kanten af isen i Uummannaqfjorden i Grønland. I 1973 modtog han som den første Kryger-prisen.
I 1985 blev Juel Larsen afskediget fra DR, og han har siden levet i Berlin som forfatter, reporter og journalist.
Niels Peter Juel Larsen fik sit gennembrud som radiofonisk montagekunstner i 1970'erne. I perioden 1986-90 arbejdede han som freelance for Sender Freies Berlin (RBB) Feature Abt. og andre radiofonier i Europa. Han skrev en række feature-stories til Geo, Die Zeit samt til danske aviser som Politiken og Weekendavisen og gav radio-forelæsninger i bl.a. Kina, Norge og Finland. I 2007 arrangerede han en en lydudstilling i Literaturhaus for at gøre opmærksom på radiomontagen som kunstform. Han var medlem af Statens Kunstråds fagudvalg for litteratur i perioden 2007-11.  
Efter 1990 koncentrerede han sig om at skrive bøger, der alle er stærkt selvbiografiske og præget af den dokumentariske arbejdsmetode, han kendte fra radiomontagen. Med Mands liv, mands ære (1998), Hos de døde (2000), Alicia (2011) og Krigens barn (2018) med undertitlen 'erindringer fra før erindringen' har han skabt sig en unik position i dansk litteratur. Forfatterskabet fokuserer konsekvent og kompromisløst på krigstraumer og fadertab, som det behandler med stor kunstnerisk styrke. I Krigens barn har han udforsket de traumatiserende virkninger af krig og tab for et barn, der endnu ikke var tre år, og han har dermed taget et sjældent tema op i dansk litteratur ved at undersøge betydningen af de tidligste erindringer, fra før et barn bliver sig selv bevidst, og de ødelæggende følger, som disse tidlige traumer får for livet.
Udover de selvbiografiske bøger omfatter forfatterskabet også historiske romaner som Bastarden (1993), Røverens time og Verdens undergang (1997). 

## Anmeldelser
Politiken skrev i 1987 om Verdens Undergang (tidligere titel: Vejen til Jerusalem): ”Et usentimentalt tidsbillede, bredt som en gobelin og i detaljen kortfattet grumt som et nyhedstelegram fra vore dages Mellemøsten."
Information skrev om Mands liv, mands ære (1998): "En blændende bog af en forfatter med enormt potentiale og kæmpe talent (…) hvor kan han dog skrive Niels Peter Juel Larsen! Dramatisk, levende, nuanceret, varieret."
Om den selvbiografiske roman Hos de døde (2000) skrev Information: "Niels Peter Juel Larsen skriver fængslende, ligefremt og med en nøgternhed, der får krigstidens menneskelige efterdønninger til at stå skærende klare og ubarmhjertige frem på linjerne. Der er ingen pardon. Den tematiserer problemer, der er hverdagskost for tusinder af mennesker i verden brændpunkter og i tidligere krigsramte områder. Det er en vigtig bog!"
Om Krigens Barn (2018) skrev Kristelig Dagblad: ”Med fortættet intensitet genopvækkes barnets virkelighed (…) så direkte og tæt på, som har man for en stund overtaget barnets sanser." (...) Krigens Barn brænder af den nødvendighed, som den er skabt med (…) Niels Peter Juel Larsen har investeret ”alt” i den. Det er barsk og gribende læsning.

## Familie
Niels Peter Juel Larsen er søn af Poul Larsen, cand. jur. politifuldmægtig (1912-1945) og Karen Louise Larsen, født Ørum (1914-2012).

## Publikationer
Skuespil
- Mindesmærket, TV-teatret
- Luder, TV-teatret
- Min Far, Det Kgl. Teater (1986)
- Baronessen på Rungstedlund (opført i Budapest 2014-2015)

Romaner
- Historien om en henrettelse - Munksgaard, 1980
- Historien om et mord - Tiderne Skifter, 1985
- Fremmed - Tiderne Skifter, 1989 (Noveller)
- Bastarden - Gyldendal, 1993
- Røverens time - Gyldendal, 1995 (Tidligere udgivet med titlen Midnatstimens konge)
- Verdens undergang - Gyldendal 1997 (Tidligere udgivet med titlen Vejen til Jerusalem) (tysk udgave på DTV i 2002).
- Mands liv, Mands ære, 1998
- Hos de døde - Lindhard & Ringhof, 2000
- I det fremmede - Lindhardt & Ringhof, 2003 (Essays)
- Sofi og den polske rytter - Carlsen, 2005 (Ungdomsroman)
- Amelie - People's Press, 2006 (Historisk roman)
- Alicia, en kærlighedshistorie - Herreværelset, 2011
- Krigens barn - Turbine, 2018
- En morders bekendelser: Ole Kollerøds historie genfortalt af Niels Peter Juel Larsen - Frydenlund, 2022

Radiomontager
- Tiden står stille på travbanen. - 1969
- En sorg så stor - 1970
- Et hotel i provinsen - 1970
- Over en whisky - 1970
- Charterrejsen. - 1973
- Bare fordi man er køn. - 1974
- Historien om en henrettelse - 1978
- Døden i bjergene - 1978 (Vandt Prix Italia i 1978)
- En ægte skotsk dram. - 1980
- Hvad hjertet begærer. - 1981
- Fremmed i Danmark - 1983 (Vandt Prix Futura Berlin, 1983) (Fusionerede med Prix Europa i 1997. se: https://www.prixeuropa.eu/partners/ Arkiveret 4. december 2018 hos  Wayback Machine)
- Rejsen til iskanten - 1985 (Vandt Prix Futura Berlin,1985)
- Kavalererne på Rungstedlund - 2012